# Radiobitches Awards

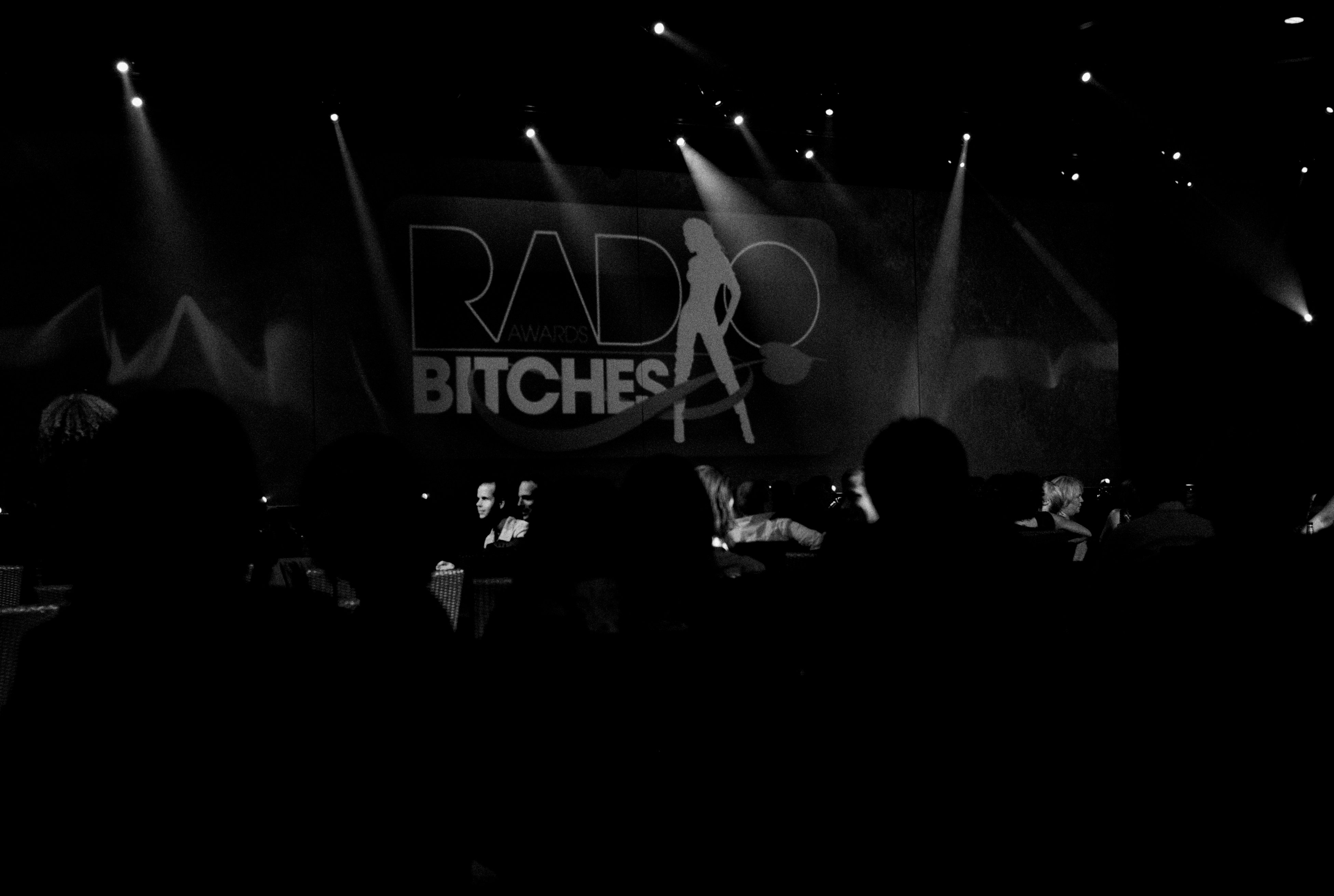
Radiobitches Awards 2009

De Radiobitches Award was een Nederlandse vakprijs die van 2007 tot 2011 werd uitgereikt aan vrouwelijke radiomakers. Het was een jaarlijks initiatief van de Veronica Radioschool en later van de V-Academy.
Nadat V-Ventures in februari 2012 de V-Academy beëindigde, stopte ook de uitreiking van de Radiobitches Awards.

## Winnaars
De winnaars:
| Jaar | Oeuvre Award     | Beste DJ/Presentatrice | Beste Producer/Backstage Bitch | Beste Nieuwslezer     | Aanstormend Talent    | Beste Regiobitch  | Beste Station | BitchesBastard   |
| ---- | ---------------- | ---------------------- | ------------------------------ | --------------------- | --------------------- | ----------------- | ------------- | ---------------- |
| 2007 | Tineke de Nooij  | Claudia de Breij       | Marlous Löffelman              | Hannelore Zwitserlood | Annemieke Schollaardt |                   | 100% NL       |                  |
| 2008 | Jeanne Kooijmans | Annemieke Schollaardt  | Maricha Kroeske                | Jasmijn van Dijk      | Roosmarijn Reijmer    | Wytske Kenemans   | 3FM           |                  |
| 2009 | Meta de Vries    | Annemieke Schollaardt  | Kimberly van de Berkt          | Fleur Wallenburg      | Tessel van der Lugt   | Evelien de Bruijn | 3FM           | Eric Corton      |
| 2010 | Harmke Pijpers   | Kristel van Eijk       | Jacqueline Bierhorst           | Tamara Bok            | Cielke Sijben         |                   |               | Timur Perlin     |
| 2011 | Anne van Egmond  | Petra Grijzen          | Patricia van Liemt             | Fleur Wallenburg      | Eva Koreman           |                   |               | Jeroen van Inkel |

## Evenement
Data en locaties van de uitreiking.
| Jaar | Datum uitreiking | Locatie                                  | Presentatie             |
| ---- | ---------------- | ---------------------------------------- | ----------------------- |
| 2007 | 5 juni 2007      | The Sugar Factory, Amsterdam             | Isabelle Brinkman       |
| 2008 | 16 juni 2008     | Instituut van Beeld en Geluid, Hilversum | Isabelle Brinkman       |
| 2009 | 23 juni 2009     | Studio 21, Hilversum                     | Miljuschka Witzenhausen |
| 2010 | 7 december 2010  | Podium de Vorstin, Hilversum             | Lauren Verster          |
| 2011 | 7 december 2011  | Studio 21, Hilversum                     | Koert-Jan de Bruijn     |